# 洛曼卡
51°58′49″N 32°49′31″E / 51.98028°N 32.82528°E
洛曼卡（烏克蘭語：Ломанка），是烏克蘭的村落，位於該國北部切爾尼戈夫州，由諾夫哥羅德-謝韋爾斯基區負責管轄，面積0.66平方公里，海拔高度184米，2001年人口130，人口密度每平方公里197人。